# Саблеклювый древолаз
Саблеклювый древолаз (лат. Drymornis bridgesii) — вид птиц из семейства печниковых, выделяемый в монотипический род Drymornis. Обитает в Аргентине, Боливии, Бразилии, Парагвае, и Уругвае. Его естественные среды обитания — субтропические или тропические сухие леса, заросли и кустарники. Рассматривается анцестральным для других представителей семейства Древолазовые.